# Rory Gallagher
Rory Gallagher, vlastním jménem Liam Rory Gallagher, (2. března 1948 Ballyshannon, hrabství Donegal, Irsko – 14. června 1995 Londýn, Anglie) byl irský blues/rockový kytarista. Narodil se v Ballyshannon v hrabství Donegal, Irské republice a vyrůstal Corku. Nejvíce je znám pro svá sólová alba a své účinkování ve skupině Taste koncem 60. let minulého století. Jako multiinstrumentalista si získal reputaci svými charismatickými živými vystoupeními a prodej jeho alb přesáhl celosvětově 30 milionů výlisků.

## Diskografie

### Studiová alba
- Rory Gallagher – 1971
- Deuce – 1971
- Blueprint – 1973
- Tattoo – 1973
- Against the Grain – 1975
- Calling Card – 1976
- Photo-Finish – 1978
- Top Priority – 1979
- Jinx – 1982
- Defender – 1987
- Fresh Evidence – 1990
- The G-Man Bootleg Series Vol.1 – 1992
- Let's Go To Work – 2001
- Meeting With The G-Man – 2003 (Bootleg-Release)

### Koncertní alba
- Live In Europe – 1972
- Irish Tour – 1974 (celosvětově prodáno přes 2 miliony výlisků)[3]
- Stage Struck – 1980
- BBC Sessions – 1999

### Kompilace
- The Story So Far – 1974
- Sinner... and Saint – 1975 (previously from Rory Gallagher and Deuce)
- Take It Easy Baby – 1976
- The First And The Best – 1978
- A Blue Day For The Blues – 1995
- Last of the Independents – 1995
- Etched In Blue – 1998 (BPI: 60,000)
- Wheels Within Wheels – 2003
- Big Guns: The Very Best Of Rory Gallagher – 2005
- Live At Montreux – 2006
- The Essential – 2008

### DVD
- Irish Tour 1974 – 2000
- At Rockpalast – 2004
- The Complete Rockpalast Collection – 2005
- Songs & Stories: New York Remembers Rory Gallagher – 2005
- Live at Cork Opera House – 2006
- Live In Montreux – 2006
- Live at Rockpalast (5 Concerts 1976 – 1990) – 2007
- Uveden na „Old Grey Whistle Test – The Best Of...“ ve skladbě „Hands off“ – 1973

### Sjinými umělci
- Cream Farewell Concert – Cream – 1968 – Předehra
- The London Muddy Waters Sessions – Muddy Waters – 1972
- The Session – Jerry Lee Lewis – 1973
- Drat That Fratle Rat – Chris Barber – 1974
- London Revisited – Muddy Waters – 1974
- Gaodhal's Vision – Joe O'Donnell (elektrické housle) – 1977
- Live – Albert King – 1977
- Tarot Suite – Mike Batt – 1978
- Puttin' On The Style – Lonnie Donegan – 1978
- Jammin` With Albert – Albert Collins & The Icebreakers – 1983
- Box of Frogs – Box of Frogs – 1984
- Strange Land – Box of Frogs – 1986
- The Scattering – The Fureys and Davey Arthur – 1989
- Out of the Air – Davy Spillane Band – 1989
- Shadow Hunter – Davy Spillane – 1990
- Words and Music – Phil Coulter – 1989
- 30 Years A-Greying – The Dubliners – 1992
- The Outstanding – Chris Barber and Band – 1993
- Kindred Spirits – Eamonn McCormack – 2007